# Hard Candy
Hard Candy е единадесетият студиен албум на американската певица Мадона, издаден на 19 април 2008  от Warner Bros. Records. Това е последният ѝ студиен албум, издаден от Warner Bros. Records. Уорнър ще издадат и една компилация с най-доброто от нея към края на 2008 началото на 2009, с което се изчерпват задълженията на Мадона към тази звукозаписна компания. „Hard Candy“ има реализирани световни продажби от около 4 милиона копия.

## Издаване
На 26 април албумът официално излиза в Австралия, но това не пречи на търговци там два дена по-рано да пуснат албума по магазините. В няколко отделни европейски държави, сред които Ирландия, Германия, Австрия и Белгия, албумът излиза на 25 април. В световен мащаб албумът е издаден на 28 април, докато в САЩ, Аржентина, Мексико и Канада се появява на пазара ден по-късно.
Седем дена преди излизането на албума седем от песните, включени в Hard Candy са пуснати за сваляне през мобилен телефон, по една песен за всеки ден. За периода 21 април – 27 април следните песни са предоставени за сваляне: „Candy Shop“, „Miles Away“, „Give It 2 Me“, „Heartbeat“, „Beat Goes On“, „Devil Wouldn't Recognize You“ и „She's Not Me“. Допълнително в няколко страни е сключен договор за предварителено сваляне през мобилен телефон на целия албум плюс видеоклипа на „4 Minutes“.
Hard Candy е включен за свободно прослушване на официалната страница на Мадона в MySpace 4 дена преди официално му излизане в Щатите. Финалният епизод от втори сезон на американския сериал „Грозната Бети“ изцяло включва песни на Мадона: „Candy Shop“, „Spanish Lesson“, „She's Not Me“, „Miles Away“ и „Jump“.

## Промоционално турне
Като част от предварителното промоциране на албума си Мадона обявява турнето Hard Candy Promo Tour, което включва три отделни дати: Ню Йорк, Париж и Мейдстоун. Това мини турне е първата ѝ концертна изява, част от новоподписания ѝ договор с организаторите на концерти и нейни нови издатели Live Nation. Всеки концерт е с дължина 30 минути и включва общо 6 песни:
- „Candy Shop“
- „Miles Away“
- „4 Minutes“
- „Hung Up“
- „Give It 2 Me“
- „Music“

Единствено в Ню Йорк Джъстин Тимбърлейк изпълнява с нея оригиналната дуетна версия на „4 Minutes“, която е и дебютният сингъл от „Hard Candy“. На другите 2 дати Тимбърлейк се появява на екраните в залата. Фарел Уилямс не взема участие в нито един от промо концертите, а само се появява само на екраните по време на изпълниението на „Give It 2 Me“. За промо турнето си Мадона подготвя две стари песни: преработена рок версия на „Hung Up“, имаща за начало част от песента на The Rolling Stones „(I Can't Get No) Satisfaction“, както и ремиксирана версия на „Music“, включваща семпъл от „Put Your Hands Up For Detroit“ на Фед ле Гранд.

## Стил
Отличително за този албум е, че той включва няколко песни с гост участия, изключително рядка практика при Мадона, особено за нейна собствена продукция. Гост вокали са Джъстин Тимбърлейк, Тимбаленд, Фарел Уилямс и Кание Уест, които внасят осезаемо R'n'B и хип-хоп звучене на целия албум , но „Hard Candy“ не се ограничава само дотам и включва и други музикални стилове. Мадона и в този си албум залага на електронното звучене, което вече продължава в няколко последователни албума: Ray of Light, Music, American Life и Confessions on a Dance Floor, продължавайки да развива електропоп и денс звученето си.
Продуценти на „Hard Candy“ са Тимбаленд, Джъстин Тимбърлейк, The Neptunes, Нейт „Данджа“ Хилс, както и самата Мадона.

## Сингли
Пилотният сингъл 4 Minutes излиза в дигитален формат на 18 март 2008, а като запис на физически носител на 19 април 2008. Песента включва Джъстин Тимбърлейк и Тимбаленд, които са и ко-продуценти на албума. Дотогава това е най-успешната песен от този албум, достигайки първа позиция в националните класации на общо 27 страни . Това е и първият платинен сингъл на Мадона от излизането на сингъла ѝ „Music“ през 2000.
Вторият сингъл Give It 2 Me е пуснат по европейските радиа на 4 юни 2008 г., а в американските на 24 юни. Дотогава е на първо място в Холандия, Турция и Dance Airplay клацията в САЩ, както и в топ 10 в още 6 държави.
Третият сингъл от албума е Miles Away, пуснат по американсите радиостанции на 13 октомври 2008 г. На 17 октомври е издаден дигитално и в Европа, а на 24 ноември е пуснат за разпространение на различни физически носители по целия свят. В Канада песента достига пикова позиция под номер 23. „Miles Away“ е издадена като промоционален сингъл в Япония, достигайки в тамошната класация за международна музика първо място.
„Candy Shop“ е включена в няколко класации в Гърция и Италия, докато „Voices“ успява да пробие в Унгария.

## Списък на песните

### Оригинален траклист
1. Candy Shop – 4:15
2. 4 Minutes (с Джъстин Тимбърлейк и Тимбъленд) – 4:04
3. Give It 2 Me – 4:48
4. Heartbeat – 4:04
5. Miles Away – 4:49
6. She's Not Me – 6:05
7. Incredible – 6:20
8. Beat Goes On (с Кание Уест) – 4:26
9. Dance 2night – 5:03
10. Spanish Lesson – 3:40
11. Devil Wouldn't Recognize You – 5:09
12. Voices – 3:39

### Японско и iTunes Store предварителна поръчка
1. Ring My Bell – 3:54

### iTunes Store делукс издание
1. 4 Minutes (с Джъстин Тимбърлейк и Тимбъленд) (Peter Saves New York Edit) – 5:00
2. 4 Minutes (с Джъстин Тимбърлейк и Тимбъленд) (Junkie XL Remix Edit) – 4:37
3. Give It 2 Me (Paul Oakenfold Edit) – 4:59

### Лимитирано колекционерско издание Candy Box
1. 4 Minutes (с Джъстин Тимбърлейк и Тимбъленд) (Tracy Young House Edit) – 3:33
2. 4 Minutes (с Джъстин Тимбърлейк и Тимбъленд) (Rebirth Remix Edit) – 3:42

### Лимитирано издание LP
1. 4 Minutes (с Джъстин Тимбърлейк и Тимбъленд) (Tracy Young Mixshow) – 6:19
2. 4 Minutes (с Джъстин Тимбърлейк и Тимбъленд) (Peter Saves New York) – 10:52